# Stawiszcze (Grabowiec)
Stawiszcze – część wsi Grabowiec w Polsce położona w województwie łódzkim, w gminie Sieradz.
W latach 1975–1998 Stawiszcze administracyjnie należały do województwa sieradzkiego. Przez miejscowość przebiega droga wojewódzka nr 482.